# Fundação Gorceix
A Fundação Gorceix é uma instituição filantrópica sem fins lucrativos, cujo objetivo básico é amparar o aluno carente da Escola de Minas de Ouro Preto em suas necessidades, não só educacionais, mas também as de alimentação, moradia e cuidados com a saúde. Desta forma, é garantido a estes estudantes chances iguais de uma boa formação acadêmica, na qualidade de vida e inserção no mercado de trabalho.
É uma entidade jurídica de direito privado, considerada de utilidade pública nos âmbitos federal, estadual e municipal. Destina-se a atividades de pesquisa científica, de assistência social, de educação, de cultura e de incentivo a atividades industriais da comunidade brasileira. Assim, poderá receber doações dos poderes públicos, das organizações industriais e comerciais, das entidades de classe, das organizações nacionais e internacionais de fomento à educação, à cultura e à ciência e das pessoas físicas e jurídicas em geral.

## Histórico
A Fundação foi criada em 1960 por um grupo de ex-alunos da Escola de Minas como forma de garantir o crescimento pessoal e profissional do estudante carente. Esta foi a forma encontrada por eles de agradecer pelos bons tempos passados na escola e pela chance de crescimento profissional que tiveram e, ao mesmo tempo, desenvolver a solidariedade. Esses fundadores, já naquela época, realizavam uma ação pioneira de responsabilidade social.
A ideia de se criar a FG surgiu com os ex-alunos Salathiel Torres, diretor da Escola de Minas e com o engenheiro e empresário Amaro Lanari, em 12 de outubro de 1959, durante a comemoração do aniversário da Escola de Minas.
O nome Fundação Gorceix é uma homenagem a Claude Henri Gorceix, que veio da França para criar a Escola de Minas de Ouro Preto, a convite do imperador D. Pedro II. Mesmo porque não há como dissociar o nome Gorceix de qualquer iniciativa que vise à melhoria educacional do aluno, já que ele, com sua visão estratégica, batalhou muito pela qualidade do ensino e pela formação dos estudantes como cidadãos brasileiros.
A Fundação Gorceix foi inaugurada no ano seguinte, em 1960, pelo então presidente da República, Juscelino Kubitschek de Oliveira, no dia 18 de abril. Vale lembrar que o presidente Juscelino, mesmo atarefado com a inauguração de Brasília, três dias depois, fez questão de vir a Ouro Preto para a presidir a solenidade. Era uma prova do prestígio da Escola de Minas e do que viria a ser a Fundação Gorceix. Em Dezenas anos de existência a Fundação Gorceix ampliou seus objetivos, acompanhando as transformações de seu tempo, sem se afastar de suas propostas institucionais. Sempre se antecipando na busca de soluções para o desenvolvimento sustentável dos jovens alunos da centenária Escola de Minas de Ouro Preto, da UFOP como um todo e da comunidade na qual se insere.